# Merak (gwiazda)
Merak (Beta Ursae Majoris, β UMa) – gwiazda w konstelacji Wielkiej Niedźwiedzicy. Wchodzi w skład asteryzmu Wielkiego Wozu. Jest oddalona o około 97 lat świetlnych od Słońca.

## Nazwa
Tradycyjna nazwa gwiazdy, Merak, wywodzi się od arabskiego ‏المراق‎ al-maraqq, co oznacza „bok” Niedźwiedzicy; jest to też źródło nazwy gwiazdy Mizar. Chińczycy nazywali tę gwiazdę chiń. 天璇; pinyin Tiānxuán, co oznacza „niebiański obracający się jadeit”. Międzynarodowa Unia Astronomiczna w 2016 formalnie zatwierdziła użycie nazwy Merak dla określenia tej gwiazdy.

## Charakterystyka obserwacyjna
Wraz z sąsiednią gwiazdą Dubhe (Alfa Ursae Majoris), Merak pomaga znaleźć na niebie słabszą Gwiazdę Polarną, czemu para ta zawdzięcza nazwę „wskaźników”. W tym celu wystarczy pięciokrotnie przedłużyć ku północy linię łączącą Merak z Dubhe. Dla obserwatorów na szerokościach geograficznych powyżej 41° N (w tym w większej części Europy) gwiazdy Wielkiego Wozu nigdy nie zachodzą
Podobnie jak cztery inne gwiazdy Wielkiego Wozu, Merak należy do luźnej gromady otwartej, znanej jako Gromada Wielkiej Niedźwiedzicy, która zajmuje niewielki obszar w przestrzeni, jednak z ziemskiej perspektywy rozrzucona jest po znacznej części nieba.

## Charakterystyka fizyczna
Merak to pojedyncza gwiazda typu widmowego A1. Część źródeł klasyfikuje ją jako gwiazdę ciągu głównego, inne – jako podolbrzyma. Temperatura gwiazdy szacowana jest na ok. 9200 K, Merak świeci 58 razy jaśniej niż Słońce. Jej promień jest ok. trzykrotnie większy od promienia Słońca, a masa jest 2,5 raza większa od słonecznej. Otoczona jest ponadto przez gazowy dysk, podobny do odkrytych wokół Fomalhauta i Wegi. Nie zaobserwowano tam dotychczas żadnych planet, ale jest bardzo prawdopodobne, że istnieją, bądź są właśnie w trakcie formowania.